# La Superba
La Superba (Y dels Llebrers / Y Canum Venaticorum) és un estel de la constel·lació dels Llebrers, notable pel seu profund color vermell. El seu nom es deu l'astrònom italià del segle xix Angelo Secchi qui, impressionat per la seva bellesa, la va anomenar així («La Supèrbia»).

## Característiques físiques

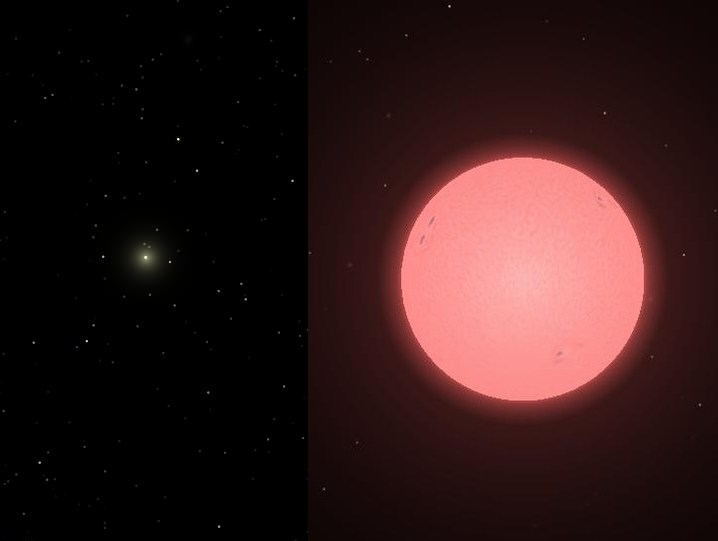
Y Canum Venaticorum i el Sol, observats des d'una distància de 25 ua (simulació obtinguda amb Celestia).

Situat a aproximadament 711 anys llum del sistema solar, La Superba és una dels estels més vermells del cel i un dels estels de carboni més brillants. La seva temperatura superficial està entorn dels 2800 K, la qual cosa el converteix en un dels estels més freds que es coneixen. És un variable semiregular, amb una magnitud aparent que oscil·la entre +4,8 i +6,3 en un cicle de 160 dies.
Amb prou feines és visible a ull nu, doncs la major part de la radiació que emet està fora de l'espectre visible. Si considerem la radiació infraroja, és 4400 vegades més lluminós que el Sol, amb un radi de 215 radis solars. Si estigués situada al centre del sistema solar, la seva superfície aconseguiria l'òrbita de la Terra.

## Aspecte
Per explicar el seu extraordinari color cal assenyalar que els estels de la seqüència principal, una vegada que han acabat la fusió de l'hidrogen en el seu nucli, comencen a transformar l'heli en carboni. En aquesta fase, anomenada de gegant vermell, les capes externes s'expandeixen i refreden, i fan que la radiació emesa per l'estel es desplaci cap a l'extrem vermell de l'espectre electromagnètic.
En acostar-se al final d'aquest cicle estel·lar, els productes de fusió pugen a la superfície per convecció, augmentant l'abundància de carboni en l'atmosfera, on es formen composts com a monòxid de carboni i cianogen. Aquestes molècules tendeixen a absorbir la radiació de longituds d'ona curtes, resultant un espectre amb menys blau i violeta que en un gegant vermell clàssic, cosa que produeix el color vermell tan notable.

## Evolució
La Superba sembla estar en les últimes fases de la fusió de l'heli en carboni i perd massa per mitjà d'un vent estel·lar a un ritme un milió de vegades major que el Sol. Està envoltat d'un núvol de material expulsat prèviament d'uns 2,5 anys llum de grandària, cosa que indica que amb anterioritat va perdre massa a un ritme 50 vegades superior a l'actual. Sembla llesta per expulsar les seves capes exteriors i formar una nebulosa planetària, amb un nan blanc al seu centre com a romanent.